# Szczelina pod Zagonną Turnią
Szczelina pod Zagonną Turnią (ZT - 4) – jaskinia, a właściwie schronisko, w Dolinie Małej Łąki w Tatrach Zachodnich. Wejście do niej znajduje się we wschodnim stoku Zagonnej Turni, w pobliżu Nyźy z Kozicami i Jaskini Błotnej, na wysokości 1565 metrów n.p.m. Długość jaskini wynosi 7 metrów, a jej deniwelacja 3 metry.

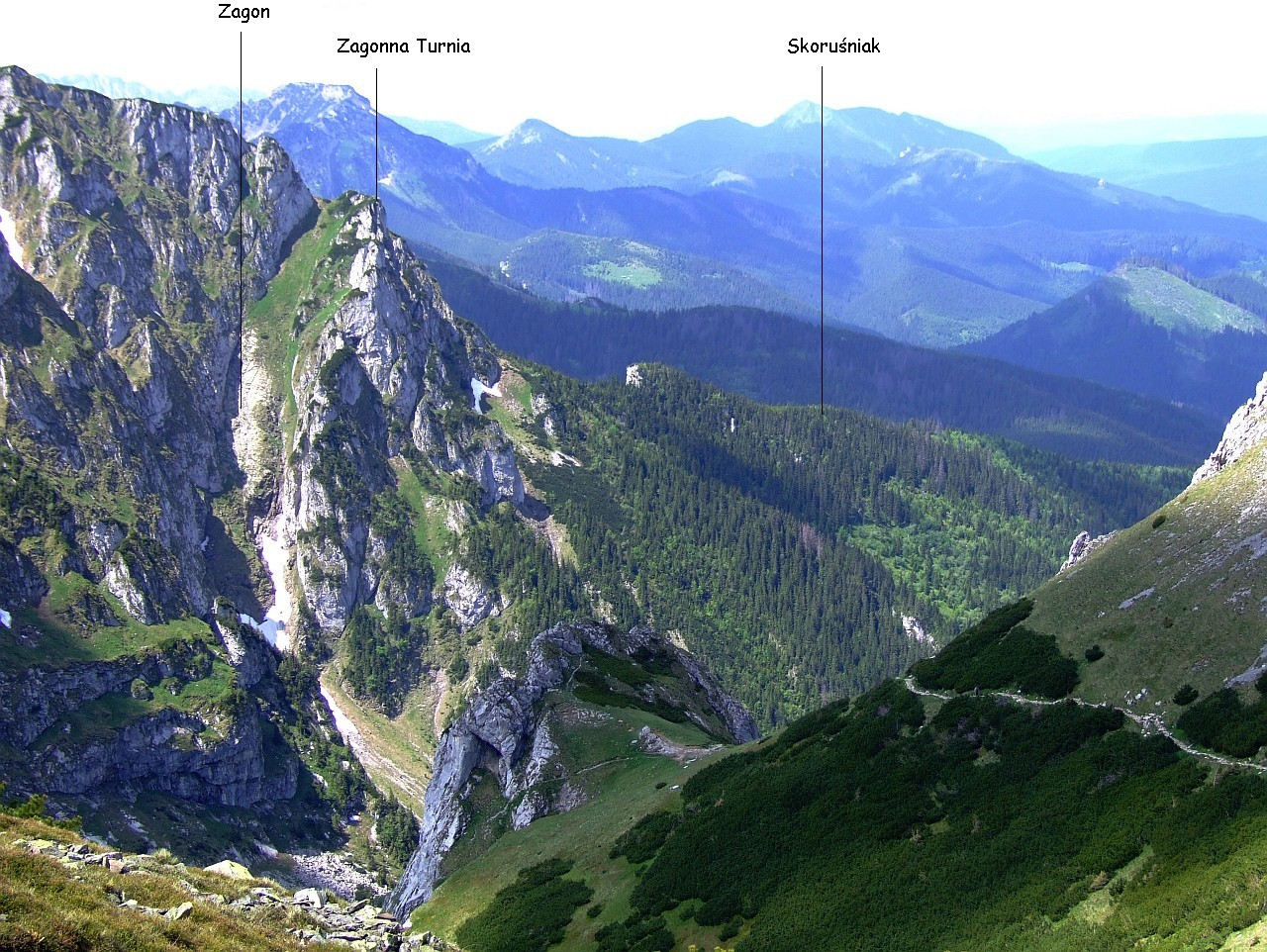
Zagonna Turnia i Zagon w Dolinie Małej Łąki

## Opis jaskini
Jaskinią jest idący stromo do góry, szczelinowy korytarz zaczynający się w wysokim, szczelinowym otworze wejściowym i kończący szczeliną nie do przejścia.

## Przyroda
W jaskini brak jest nacieków. Ściany są wilgotne, rosną na nich mchy, glony i porosty.

## Historia odkryć
Brak jest danych o odkrywcach jaskini. Jej plan i opis sporządziła I. Luty przy pomocy R. Bieganowskiego w 1979 roku.